# Kaidanmaa
Kaidanmaa är en ö i Finland. Den ligger i Skärgårdshavet och i kommunen Nystad i landskapet Egentliga Finland, i den sydvästra delen av landet. Ön ligger omkring 54 kilometer väster om Åbo och omkring 200 kilometer väster om Helsingfors.
Öns area är 38,1 hektar och dess största längd är 1,4 kilometer i nord-sydlig riktning. I omgivningarna runt Kaidanmaa växer i huvudsak barrskog.